# حمله انتحاری آبان ۱۳۹۷ کابل
حمله انتحاری ۲۱ عقرب ۱۳۹۷ در ناحیه دوم شهر کابل رخ داد و در نتیجه آن ۶ تن کشته و ۲۲ تن دیگر زخمی شدند. قربانیان این حمله را معترضان هزاره‌ای تشکیل می‌داد که در حال بازگشت از تظاهرات علیه دولت، بخاطر بی توجهی به حملات طالبان به ارزگان، مالستان و جاغوری بودند.

## جزئیات
حمله انتحاری در بعدازظهر روز ۲۱ عقرب/آبان ۱۳۹۷ در نزدیکی لیسه استقلال‌ در ناحیه ۲ شهر کابل صورت گرفت. مهاجم انتحاری زمانی خود را منفجر کرد که توسط نیروهای امنیتی در یک ایست بازرسی شناسایی شده بود.

### قربانیان
قربانیان این حمله را معترضانی تشکیل می‌داد که از شب گذشته در مقابل ارگ ریاست‌جمهوری دست به تظاهرات زده بودند و خواستار توجه دولت به حملات طالبان به اروزگان، جاغوری و مالستان بودند. معترضان از دولت خواستار کمک ارتش به نیروهای دفاعی مردمی و صدور فرمان رئیس جمهور برای حمله به طالبان بودند. در فردای آن روز محمد اشرف غنی خواسته معترضان را قبول کرده بود و معترضان در حال ترک محل بودند که حمله انتحاری صورت گرفت.

## مسئولیت
داعش مسئولیت این حمله را بر عهده گرفت.